# Magsingal
Magsingal (Bayan ng Magsingal) är en kommun i Filippinerna. Kommunen ligger på ön Luzon och tillhör provinsen Södra Ilocos. Folkmängden uppgår till 25 580 invånare.

## Barangayer
Magsingal är indelat i 30 barangayer.
| - Alangan - Bacar - Barbarit - Bungro - Cabaroan - Cadanglaan - Caraisan - Dacutan - Labut - Maas-asin - Macatcatud - Namalpalan - Manzante - Maratudo - Miramar | - Napo - Pagsanaan Norte - Pagsanaan Sur - Panay Norte - Panay Sur - Patong - Puro - San Basilio (Pob.) - San Clemente (Pob.) - San Julian (Pob.) - San Lucas (Pob.) - San Ramon (Pob.) - San Vicente (Pob.) - Santa Monica - Sarsaracat |